# 锡威特猫蛛
锡威特猫蛛（学名：Oxyopes shweta）为猫蛛科猫蛛属的动物。分布于印度以及中国大陆的西藏等地，主要生活于稻田。该物种的模式产地在印度。